# .ki
.ki — в Інтернеті, національний домен верхнього рівня (ccTLD) для Кірибаті.

## Домени 2-го та 3-го рівнів
В цьому національному домені нараховується близько 50,700 вебсторінок (станом на січень 2007 року).
У наш час використовуються та приймають реєстрації доменів 3-го рівня такі доменні суфікси (відповідно, існують такі домени 2-го рівня):
| Суфікс  | Регламентовані користувачі                    |
| .gov.ki | Державні та урядові установи                  |
| .net.ki | Провайдери, організації, пов'язані з мережами |